# Provincia di Darhan-Uul
La provincia di Darhan-Uul (in mongolo Дархан-Уул Аймаг) è una provincia (aimag) della Mongolia settentrionale.
È stata costituita nel 1994. Fino a questa data il suo territorio era parte della provincia di Sėlėngė della quale oggi costituisce una enclave.
La città di Darhan, suo capoluogo e terza città della Mongolia, è un importante nodo ferroviario (sulla linea Ulan-Udė-Pechino) a 200 km a nord della capitale Ulan Bator.

## Geografia antropica

### Suddivisioni amministrative

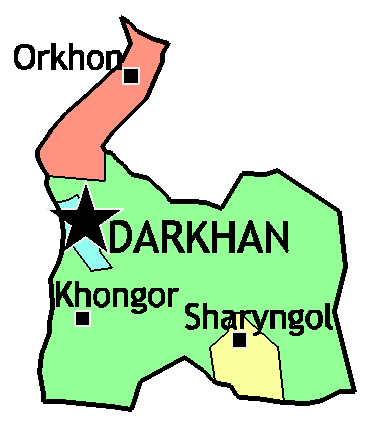
I sum di Darhan-Uul

La provincia di Darhan-Uul è suddivisa nei seguenti distretti (sum):
| Sum                   | Mongolo  | Popolazione (2002) | Popolazione (2004) | Popolazione (2006) | Popolazione (2008) | Superficie (km²) | Densità (/km²) |
| --------------------- | -------- | ------------------ | ------------------ | ------------------ | ------------------ | ---------------- | -------------- |
| Distretto di Darhan   | Дархан   | 70.029             | 74.275             | 73.457             | 75.104             | 103              | 729,2          |
| Distretto di Hongor   | Хонгор   | 5.628              | 5.390              | 5.404              | 5.115              | 2.533            | 2,0            |
| Distretto di Orhon    | Орхон    | 3.435              | 2.913              | 2.932              | 3.076              | 478              | 6,4            |
| Distretto di Šaryngol | Шарынгол | 8.376              | 7.848              | 7.634              | 7.798              | 160,6            | 48,6           |